# Zaireichthys flavomaculatus
Zaireichthys flavomaculatus е вид лъчеперка от семейство Amphiliidae.

## Разпространение
Този вид е разпространен в Демократична република Конго.

## Описание
На дължина достигат до 3,9 cm.